# Bruce Bethke

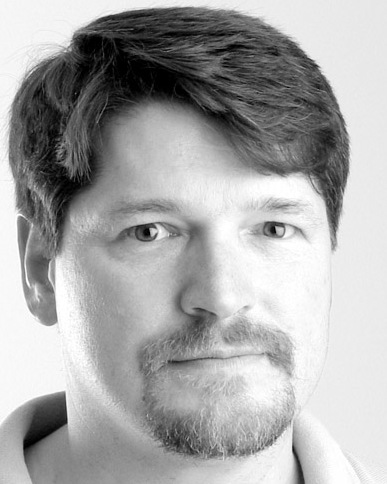
Bruce Bethke (2001)

Bruce Raymond Bethke (geboren im April 1955 in Milwaukee, Wisconsin) ist ein US-amerikanischer Science-Fiction-Autor. Mit dem Titel seiner ersten Kurzgeschichte von 1980 (erschienen 1983) prägte er den Begriff „Cyberpunk“.

## Leben
In die Geschichte des Science-Fiction-Genres ging Bethke mit seiner ersten veröffentlichten Geschichte Cyberpunk ein. Geschrieben hatte er sie 1980, sie wurden dann einige Male von Verlagen abgelehnt und erschien endlich im November 1983 bei Amazing Science Fiction. 1984 war William Gibsons stilprägend wirkender Roman Neuromancer erschienen und Gardner Dozois verwendete dann „Cyberpunk“ als Bezeichnung für die Arbeiten einer Gruppe amerikanischer Autoren der 1980er Jahre, erstmals in einem Artikel in der Washington Post von Ende 1984, wo er Bruce Sterling, William Gibson, Lewis Shiner, Pat Cadigan und Greg Bear als deren Vertreter benannte.
Cyberpunk erzählt die Geschichte einer Gruppe von Computerkids, die sich die Zeit damit vertreiben, in dem Computernetz CityNet, was man sich wohl als eine Art Internet vorstellen muss, Unfug und Verwirrung zu stiften, ihren Lehrern Streiche zu spielen und sich zwischendurch auch einmal (The Big One) an einer Bank zu vergreifen. Als die Hauptfigur Mikey Harris nach einem Streit mit seinem Vater dessen Bankguthaben und Jobunterlagen fernlöscht, wird er durch seine Eltern vom Netz getrennt und auf eine Militärakademie verfrachtet.
Bethke schrieb einige weitere Storys mit der Hauptfigur Mikey Harris, eine davon, Elimination Round, erschien auch im Juli 1989 bei Amazing Stories, eigentlich aber sollte eine Sammlung dieser Storys als Buch erscheinen. Nachdem es Bethke 1989 gelungen war, die Rechte an einen Verleger zu verkaufen, war dieser mit dem Schluss nicht zufrieden und das Buch wurde nicht publiziert. Erst nach fünf Jahren und einigen Rechtsstreitigkeiten konnte Bethke wieder die Rechte zurückerlangen, aber zu dieser Zeit fand es bei den Verlagen kein Interesse mehr, man gab ihm nämlich zu verstehen, dass Cyberpunk tot sei.
Bethkes erster Roman Maverick (1990) ist Teil einer Spin-off-Reihe, die in Isaac Asimovs Robot-Universum angesiedelt ist. Für seinen nächsten Roman Headcrash (1995) erhielt er dann den Philip K. Dick Award 1996. Hauptfigur ist Jack Burroughs, wieder ein Nerd, nun erwachsen, der Probleme mit seiner Mutter und einen wenig interessanten Job als Programmierer bei einer Computerfirma hat. Umso interessanter ist sein Leben in der virtuellen Welt, wo er unter dem Nick MAX_KOOL als eine Art Hacker-Samurai die Aufgabe erhält, dem Recht zum Sieg zu verhelfen, indem er in ein Unternehmen einbricht, um dort Beweise dafür zu finden, dass der Sohn des Gründers dessen rechtmäßiger Erbe ist.
Seine beiden letzten Bücher sind Romanfassungen. Rebel Moon (1996), das er zusammen mit Vox Day schrieb, adaptiert das gleichnamige Prequel zu dem Ego-Shooter-Spiel Rebel Moon Rising, und Wild Wild West (1999) ist eine Adaption des Steampunk-Films Wild Wild West. Seit 2011 ist er Herausgeber des Magazins Stupefying Stories.

## Auszeichnungen
- 1996 Philip K. Dick Award für Headcrash

## Bibliografie
Romane
- Isaac Asimov’s Robot City: Robots and Aliens 5: Maverick (1990)
  - Deutsch: Der Außenseiter. Übersetzt von Winfried Czech. Bastei-Lübbe SF Abenteuer #23128, 1992, ISBN 3-404-23128-7.
- Headcrash (1995)
- Rebel Moon (1996; mit Vox Day)
- Wild Wild West (1999)

Kurzgeschichten
1983:
- Cyberpunk (in: Amazing Science Fiction, November 1983)

1986:
- One Evening in H.G.’s Drawing Room (in: Amazing Stories, March 1986)

1987:
- It Came from the Slushpile (in: Aboriginal Science Fiction, July-August 1987)

1988:
- The Skanky Soul of Jimmy Twist (in: Amazing Stories, May 1988)
- Spectre in Blue Doubleknit (in: Alfred Hitchcock’s Mystery Magazine, September 1988)
- Utter Oog, the Caveman (in: Tales of the Unanticipated, Winter/Spring 1988)
- Worms! (in: Tales of the Unanticipated, Fall/Winter 1988)

1989:
- Buck Turner and the Spud from Space (in: Tales of the Unanticipated, Fall/Winter 1989)
- Elimination Round (in: Amazing Stories, July 1989)
- The Last Cyberpunk Story (in: Tales of the Unanticipated, Spring/Summer 1989)

1990:
- First Full-Contact (in: Aboriginal Science Fiction, January-February 1990)
- A Contract for Meyerowitz (in: Science Fiction Review, Autumn 1990)
- Expendables (in: Tales of the Unanticipated, Spring/Summer/Fall 1990)

1991:
- Appliancé (in: Aboriginal Science Fiction, January-February 1991)
- Life in A Drop of Pond Water (in: Amazing Stories, January 1991)
  - Deutsch: Leben in einem Tropfen Teichwasser. In: Alien Contact, Nummer 8. Edition Avalon, 1991.
- Into The Altar Pit (in: Amazing Stories, September 1991)
- The Final Death of the Comeback King (in: Weird Tales, Summer 1991)

1992:
- The Death of the Master Cannoneer (in: Asimov’s Science Fiction, Mid-December 1992; mit Phillip C. Jennings)

1993:
- The Single-Bullet Theory (in: Amazing Stories, April 1993)
- Jimi Plays Dead (in: Amazing Stories, October 1993)

1994:
- Interior Monologue (in: Amazing Stories, Winter 1994)

1998:
- Mark Dreizig (1998, in: James Cahill (Hrsg.): Lamps on the Brow)
- On the Conservation of Historical Momentum (in: Pulp Eternity Magazine #1, September 1998)

Anthologien
- Stupefying Stories: „It Came from the Slushpile“ (2010)
- Two: The 2nd Annual Horror Special (2013)
- Five Stars: Five Outstanding Tales from the Early Days of Stupefying Stories (2014)

Blogs
- The Ranting Room (2005–2009)
- The Friday Challenge (2009–2013)
- Stupefying Stories Blog